# سلطان النعماني
سلطان بن محمد بن ختروش النعماني وزير المكتب السلطاني في سلطنة عُمان، ورئيس مكتب القائد الأعلى منذ عام 2011، وهو ضابط برتبة فريق أول في الجيش السلطاني العُماني، وشغل منصب أمين عام شؤون البلاط السلطاني بين 2001 و2011.

## سيرة
في 4 نوفمبر 2001 تم ترقيته من عميد أول إلى رتبة لواء. في 5 مارس 2011 تم تعيينه وزيراً للمكتب السلطاني في عهد قابوس بن سعيد سلطان عُمان السابق إبان احتجاجات شعبية خلفاً للوزير السابق الفريق أول علي بن ماجد المعمري. وفي 15 مارس 2001 تم ترقيته إلى رتبة فريق أول.
اشترى قصراً عام 2014 من قائد منتخب إنجلترا لكرة القدم ونادي تشيلسي السابق جون تيري فيما يُعتقد أنه اشتراه لصالح رئيسه السابق السلطان قابوس بن سعيد حيث أفادت مصادر أنهم أرادوا شراء القصر بأي ثمن.
في يناير 2020 عقب وفاة قابوس بن سعيد ترأس سلطان النعماني مجلس الدفاع العماني لاختيار من يتولى للحكم بدعوة مجلس العائلة المالكة إلى الانعقاد لتحديد من تنتقل إليه ولاية الحكم، والتي أسفرت عن اختيار هيثم بن طارق ليكون السلطان الجديد. في أغسطس 2020 صدر مرسوم من السلطان هيثم بن طارق بتغيير وزاري موسع، واستمر النعماني في منصب وزير المكتب السلطاني.
تشير أصابع إلى مسؤولية أجهزة الأمن والاستخبارات العمانية التابعة للمكتب السلطاني والذي يرأسه النعماني عن مجابهة الاحتجاجات المناهضة للفساد التي اندلعت في سلطنة عُمان في مايو 2021 حسب تقرير Declassified UK والمركز العُماني لحقوق الإنسان. ترجمة التقرير 